# 矢野昌大
矢野 昌大（やの まさひろ、- ）は、ミュージシャン。血液型はO型。
パンク・ロックバンド★AMAGIN★のメンバーである。
近年はソロなどで活動。

## 来歴・人物
- 2000年に★AMAGIN★のボーカル・ハーモニカ担当としてパンク・ロックバンド結成。広島東洋カープの熱狂的ファン。
- 2004年にリリースされた1stアルバム『JAPUNK』は漫画家の髙橋ヒロシがコメントを寄せている。不良パフォーマンスが画期的でもあった。
- 2006年に発表したパンク夜露死苦!　インディーズチャート26位
- 2008年に発表したTHE PUNK～TRIBUTE TO THE STAR CLUB（V.A.）インディーズチャート7位
- 2009年、広島東洋カープの炎のストッパー津田恒美のことを歌った『炎のストッパー』で注目をあびる。
- 『炎のストッパー』では出身地の宇和島の歌も歌っている。
- 2010年　　発売日は2010年8月1日　広島東洋カープ公認で「カープロード」を発表。　津田恒美が生きていたら50歳の誕生日という日に発売を決めたという。
- 1975年生まれのカープ坊やと同い年のため　「カープロード」にカープ坊やのうたを収録。
- 2010年7月、結成10年を迎え★AMAGIN★解散。
- 2011年3月4日、それ行け！カープ坊や　カープ坊やの絵本を発表

## ディスコグラフィー
★AMAGIN★

### アルバム
- PUNK上等
- JAPUNK（コメント：漫画家　クローズ　髙橋ヒロシ）、（楽曲提供：作曲：中村敦（ex.KATZE））
- パンク夜露死苦!（楽曲提供：作曲：鎌坂誠（ex.TRACY））
- THE PUNK～TRIBUTE　TO THE STAR CLUB（V.A.）
- HIGH STRUGGLE（V.A.）

### シングル
- 不良に捧げた青春（コメント：お笑い芸人 はなわ）

### DVD
- DUMMY HEAD FILMS Vol.1（V.A.）
- 武装戦線河内鉄生追悼式～鉄生の志は俺達の中に～

### VHS
- JAPUNK（監督：諸沢利彦）

矢野昌大

### アルバム
- 『ピーターパンク』　-2009年-（コメント：バッドボーイズ佐田正樹、ex.THE　BLUE　HEARTS梶原徹也、鳥羽潤、イラスト参加：お笑い芸人 グラップラーたかし）
- 『炎のストッパー』-2009年-（コメント：広島東洋カープ大野豊、イラスト参加：お笑い芸人グラップラーたかし）広島東洋カープ公認
- 『カープロード』-2010年-（コメント：元広島東洋カープ阿南準郎監督）イラスト：ガリバー岡崎（カープ球団マスコットキャラクターカープ坊や産みの親イラストレーター）　　CDの品番はCARP-1986である。広島東洋カープ公認
- 『100PUNKS-TRIBUTE TO THE FUNGUS-』-2010年8月9日-（コメント：FUNGUS）　（V.A.）矢野昌大はLOVE　SONGで参加。全17曲　　このCDのライオナーノーツも矢野昌大が書いている。
- 『HEY! BROTHER』-2011年-（コメント：ギャングキング柳内大樹漫画家）イラスト：柳内大樹ギャングキング　　全13曲　品番CARP-0014　前田智徳イメージソング[孤高の天才][SAMURAI-侍-]も収録

### DVD
- TWO SMOKiNG BABiES

### 書籍
- それ行け！カープ坊や　カープ坊やの絵本　（原作：矢野昌大）（作画：ガリバー岡崎）

### 関連作品
- 『ラブソングなんて歌えねぇ』CD-TWO　FACE　（作詞提供：作詞：矢野昌大）
- 『魂真』CD-タカミネ侍　　ユニット　　アコースティックパンク
- 『SSマシン』CD-TRASH　　コーラス参加
- 『黒いカワサキ』CD-TRASH　　ワーク参加
- 『ろくでなしROCK'NROLL』CD-TRASH　プロデゥース
- 『拳歌』CD-我武者羅　　　プロデゥース